# Trachelophora floresica
Trachelophora floresica är en skalbaggsart som beskrevs av Stefan von Breuning 1963. Trachelophora floresica ingår i släktet Trachelophora och familjen långhorningar. Inga underarter finns listade i Catalogue of Life.